# Corredor costero canal Beagle
El denominado Corredor costero canal Beagle es una ruta (en parte ya existente y en parte en obra) la cual constituye la más austral de las trazadas en la Argentina. Se ubica en la parte sur de la región patagónica de ese país, en la provincia de Tierra del Fuego, Antártida e Islas del Atlántico Sur, específicamente en el borde sudeste de la isla Grande de Tierra del Fuego. Una vez concluida la construcción del trazado completo, conectará de manera directa a la capital provincial (Ushuaia) con varios parajes y localidades desplegadas en la ribera septentrional del canal Beagle. 
También es llamada corredor costero canal del Beagle, Ruta escénica corredor del Beagle, Ruta Provincial 30 corredor Beagle, Ruta complementaria 30, Ruta complementaria “K”, etc.

## Historia

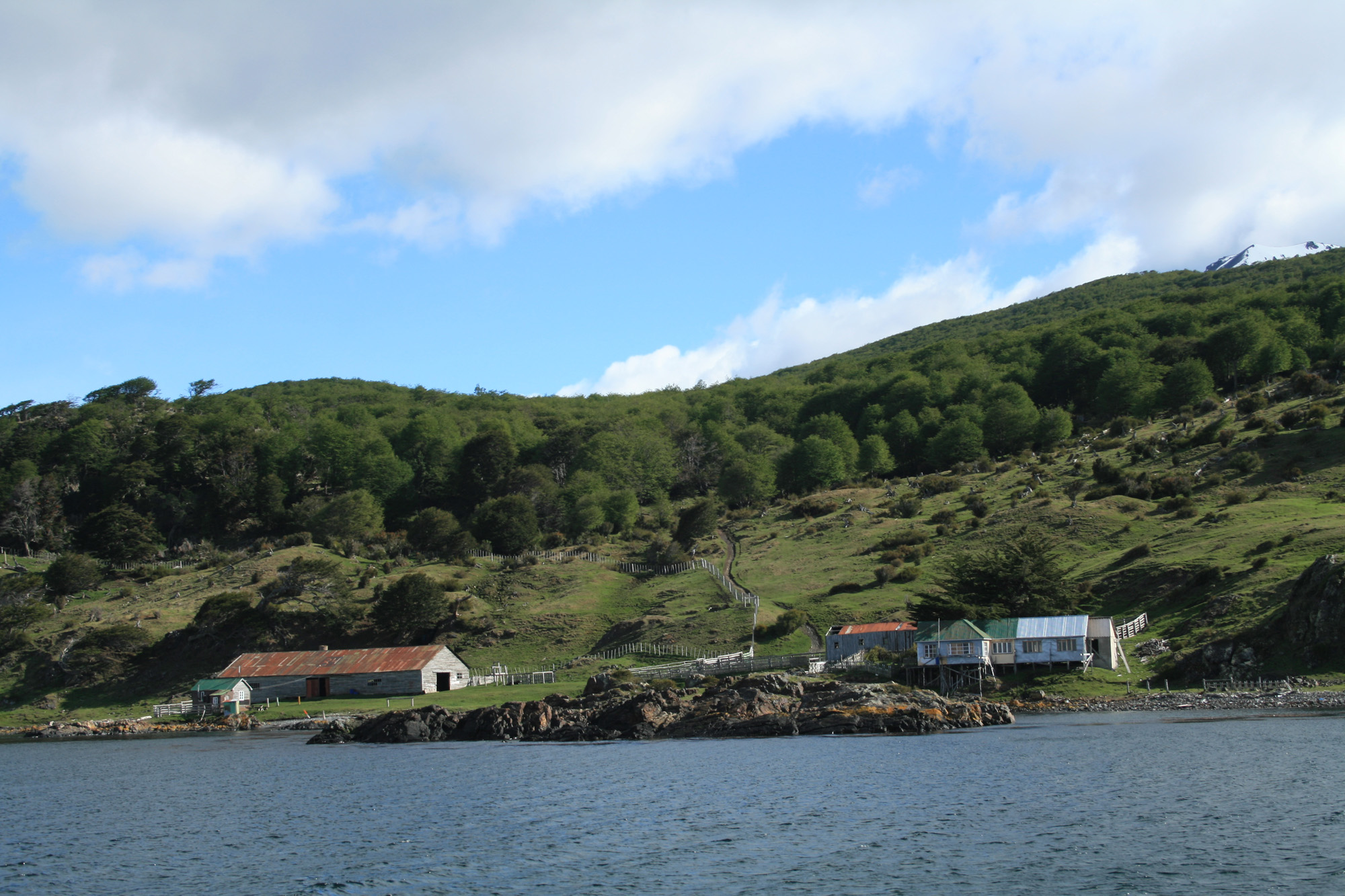
Casco de la Estancia Túnel, la cual será atravesada por esta ruta.

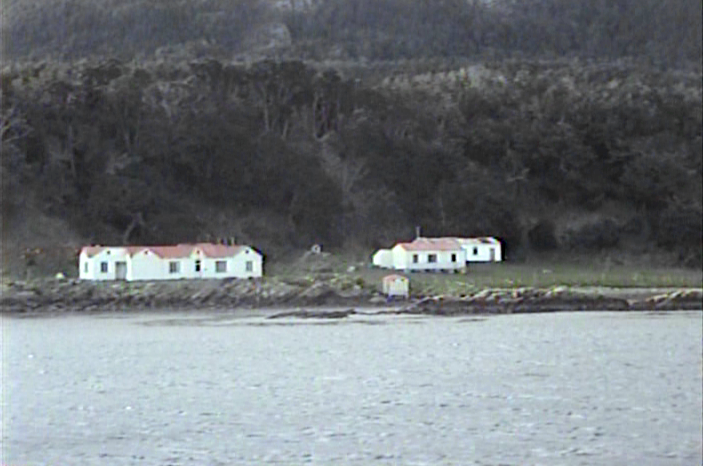
Casco de la Estancia Remolino, la cual será atravesada por esta ruta.

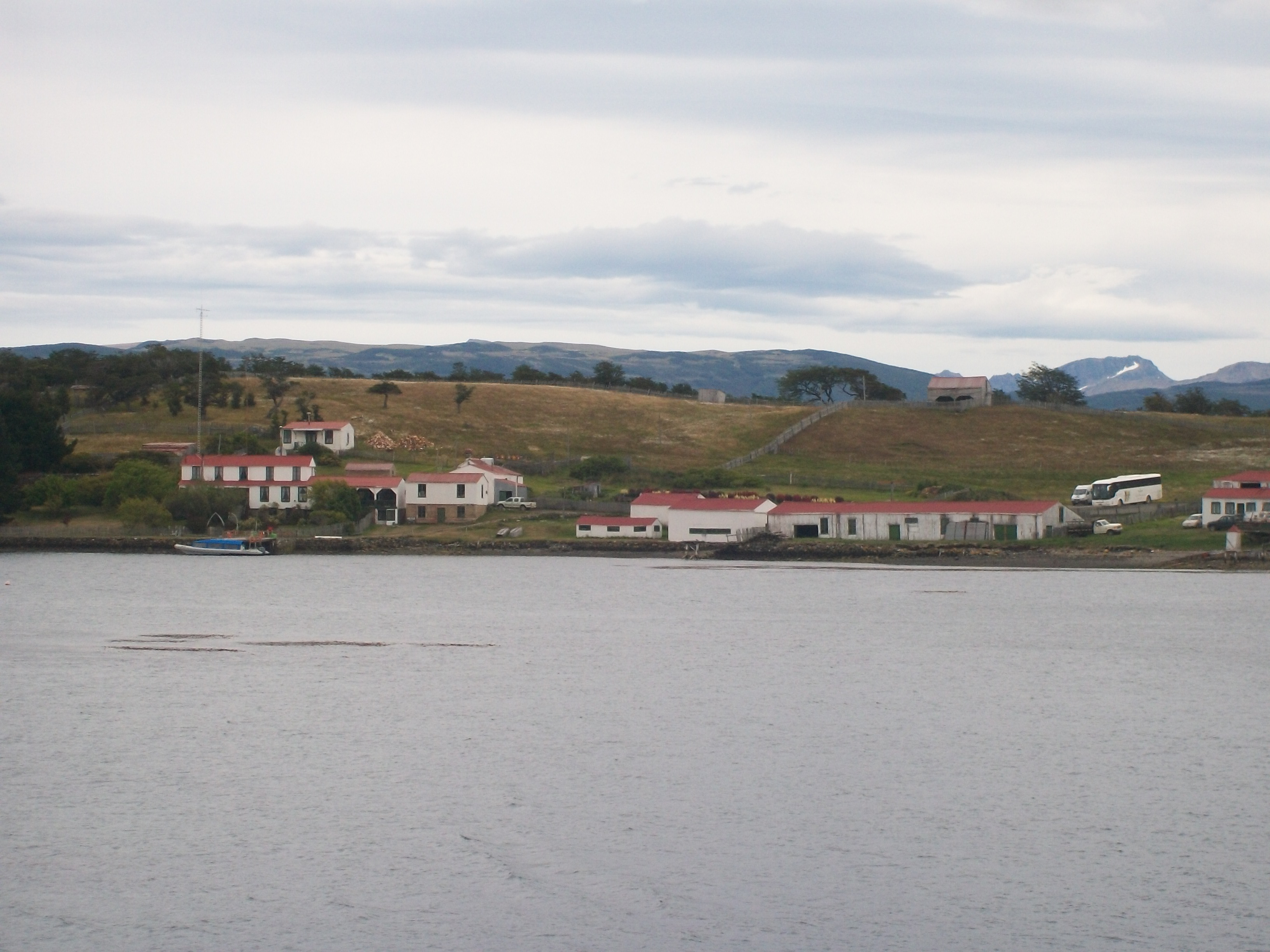
Casco de la Estancia Harberton, la cual será atravesada por esta ruta.

El proyecto para construir una ruta que costee el tramo argentino del canal Beagle fue esbozado y diseñado varias veces, proponiéndose distintas trazas. La obra completa quedó inconclusa, pero se inauguraron algunos tramos.
En el año 1991, bajo el nombre de “Camino del Atlántico”, el Ejército Argentino dio inicio con la ejecución de 7 km del trazado. 
En el año 1995 se proyectó nuevamente, como una ruta que comunicase Ushuaia con Puerto Almanza, con el nombre de “Ruta provincial N°.30 o “Ruta del fin del mundo”.
En agosto de 2006, durante la elaboración del Plan Estratégico Provincial (PET) nuevamente se plantea la construcción de esta ruta, aunque la presión de la opinión público impidió que se lleve a cabo. 
En la segunda década del siglo XXI el proyecto fue nuevamente reactivado, dándole un perfil multipropósito, si bien el mayor objetivo es dar una alternativa a los paseos turísticos tradicionales de la capital fueguina, los que en temporada alta suelen estar sobrecargados de visitantes.

## Características
La zona a recorrer posee características singulares que no se repiten en otras regiones argentinas, al ofrecer una conjunción paisajística única, en la que se reúnen altos bosques húmedos de especies nativas cubriendo laderas de montañas que caen al mar. A ello se agrega el salvaguardad un valioso patrimonio biológico, geológico, paleontológico, arqueológico y cultural, junto con el haber sido escenario de un conjunto de destacados hechos históricos, entre los cuales destacan el paso en el año 1833 del naturalista inglés Charles Darwin a bordo del bergantín HMS Beagle y el surgimiento de las primeras estancias fueguinas.
Fue concebida como una ruta escénica costera, para ser recorrida a baja velocidad (40 km/hora) y así poder contemplar los variados paisajes, gracias a contar con dársenas de detención en determinados puntos panorámicos, zonas de estacionamiento, pasarelas, zonas de descanso, miradores y sectores de giro de vehículos.
La idea es la diversificación de la oferta turística local, facilitando el acceso a ciertas áreas que son óptimas para determinados tipos de turismo (aventura, alternativo, científico, rural, ecológico, etc.).
Al mismo tiempo, se busca ofrecer una variante a la Ruta Nacional 3 —tanto para acceder como para salir de la ciudad de Ushuaia—, además de fortalecer el perfil productivo de la zona de Puerto Almanza, pueblo de pescadores de centollas, centollones y mejillones, que también realizan producciones acuícolas y que en el área cuentan con posibilidades de explotaciones mineras. Ya en el tramo en que la ruta atraviesa esa localidad, se conformó un corredor productivo-agroturístico-gastronómico, denominado “Ruta de la Centolla”; también se incentivará la producción de truchas, bivalvos, frutas finas y hortalizas. De igual forma, se busca consolidad a la zona de Harberton como nodo de servicios turísticos y la preservación de su patrimonio histórico.
En el mes de abril de 2018, la empresa Juan Felipe Gancedo S. A. obtuvo la adjudicación de la construcción de la ruta. Los trabajos tienen un plazo de ejecución de 24 meses (sin incluir interrupciones climáticas) y demandarán una inversión de 1 700 millones de pesos argentinos. Serán efectuados en tres tramos: el tramo 1 (subdividido en dos secciones) va desde baliza Escarpado hasta la intersección de la Ruta “J” con el camino que conduce a Puesto Almanza; el tramo 2 va desde este punto hasta el río Moat; finalmente, el tramo 3 va desde ese río hasta cabo San Pío, totalizando entre 130 y 132 km de ruta (110 km en línea recta entre sus puntos extremos). 
La sección 2 del tramo 1 (actual Ruta complementaria “24K”) y todo el tramo 2  (actual Ruta 30) ya están construidos, por lo que solo se deben mejorar las trazas existentes, además de la construcción de nuevos puentes.
El obrador principal se ubica en la zona del límite entre las estancias Harberton y Moat. La empresa adjudicataria debe establecer y diseñar la traza que tendrá la ruta y presentar estudios de impacto ambiental, arqueológico y de actividades mineras, este último para definir qué volumen se precisará extraer desde canteras —para proveer de áridos a la faena constructiva— y en dónde estarán ubicados los puntos en los cuales se retirarán dichos materiales.
En la obra de esta ruta provincial rural de tipo “escénica”, turística y de comunicación, en un área topográfica de categoría IV “montañoso-ondulado” modificado (características de Diseño Geométrico de Caminos Rurales, elaborada por la Dirección Nacional de Vialidad), trabajarán 200 personas. Se ha previsto la construcción de 16 puentes de losa hormigonada y vigas pretensadas, con circulación en ambas direcciones (ancho de calzada 8 m). Se deberán volar por medio de dinamita 5 kilómetros de abruptos acantilados costeros y el desmonte de todo el bosque existente en la lonja a expropiar, la cual presenta un ancho de 50 metros, en los cuales se incluyen la cinta de rodamiento más una franja de 16 metros de ancho ubicada a cada uno de los lados de esta. Para cubrir las bases del camino y sobre elevar los terraplenes, se prevé el crear canteras para sacar los áridos para alimentar dichos movimientos de suelos.
La carpeta prevista es enripiado (en paquete estructural de 15 cm de grosor), sobre 30 cm de sub-base drenante. Tendrá dos carriles de 335 cm cada uno (670 cm de ancho total de calzada) más banquinas a cada lado de 150 cm de ancho, marginadas por cunetas. La pendiente máxima en sectores críticos podrá llegar a 10 %. La superficie que por ley se declaró de utilidad pública y, por tanto, sujeta a expropiación, suma un total de 181 hectáreas, de las cuales 29 corresponden a la Estancia Túnel y 152 a la Estancia Harberton.

### Riqueza biológica
Ecorregionalmente, la zona por la que discurre esta ruta pertenece a la ecorregión terrestre bosque subpolar magallánico, mientras que las aguas del canal Beagle se incluyen en la ecorregión marina canales y fiordos del sur de Chile.
Todo el recorrido es acompañado por densos bosques de lenga (Nothofagus pumilio), ñirre (Nothofagus antarctica), guindo o coihue de Magallanes (Nothofagus betuloides) y canelo (Drimys winteri); las dos últimas son perennifolias, mientras que las dos primeras presentan hojas caducas, tomando tonalidades otoñales que van desde el amarillo al rojizo, antes de finalmente caer. En zonas llanas dominan las turberas o los pastizales, estos últimos de origen mayormente antrópico (resultado de desmontes, antiguos incendios, acción del ganado, etc.).

### Geología
Se recorre el pedemonte de la cordillera fueguina, la cual representa la porción austral y final de la extensa cordillera de los Andes, la que tiene su nacimiento casi en las costas del mar Caribe de Venezuela. Este encadenamiento orográfico se dispone al norte de la ruta mediante una serie de cordones montañosos sucesivos, entre los que se observan la sierra Sorondo y la sierra Lucio López. Permanentemente se contempla hacia el sur las aguas del paso interoceánico denominado canal Beagle, cuyas secciones posicionadas al occidente del meridiano del cabo de Hornos se incluyen en la región sudoriental del océano Pacífico Sur, única fracción territorial argentina que es, de este modo, bañada por aguas pertenecientes a dicho océano.
Los suelos que se recorren son depósitos cretácicos aptianos-albianos, de origen marino, cubiertos por sedimentos holocenos o recientes, así como otros propios de la actividad glaciar —general— y fluvial —local—. La roca sedimentaria presenta distintos niveles de componentes volcánicos de la formación Yahgán (Jurásico inferior), la cual es lateralmente reemplazada hacia el norte por las arcillas esquistosas negras de las formaciones Beauvoir-La Paciencia, así como de las formaciones Lemaire y Tobífera (Jurásico superior).

## Recorrido
El recorrido presenta un rumbo general oeste-este. El punto desde donde comienza (Tramo I, Sección I, progresiva inicial km 0) es la baliza Escarpado (sobre la punta homónima), la cual se sitúa a unos 4 km hacia el este de la ciudad de Ushuaia, hacia el naciente de la desembocadura del río Olivia. Los primeros kilómetros son solo una senda a la que se amplía y acondiciona para transformarla en una ruta; atraviesa el área de la reserva de Playa Larga. Luego continúa esta sección, en la que se debe hacer la obra desde cero, atravesando estancia Túnel, río Encajonado, Estancia Punta Segunda, punta Segunda y Estancia Remolino, fin de la primera sección y comienzo de la segunda, al conectar con tramos ya existentes. En toda esa sección se deberán hacer los mayores esfuerzos de diseño, ya que el trazado no deberá afectar los yacimientos arqueológicos conocidos. Solo existe una huella de caballo, ya que en sector el borde costero es abrupto y cae a pique sobre el mar. Prosigue por punta Paraná y llega a Puerto Almanza. Allí se observa la isla Gable (argentina) y, del otro lado del canal, el poblado de Puerto Williams, en la ribera septentrional de la isla Navarino (chilena). Se alcanza la intersección con la Ruta complementaria “J” (km 49), siendo este el fin del Tramo I y el comienzo del Tramo II.
Más adelante la ruta recorre los campos litorales de la enorme estancia Harberton, con terrenos menos escarpados, más ondulados y con menor presencia de bosques. En este sector es posible contemplar numerosos accidentes litorales y costeros: penínsulas, istmos, golfos, bahías, islas e islotes, puntas, morrenas y hasta notables drumlins, geoformas que son resabios de la fuerza constructora que labró todo este paisaje, los enormes glaciares que cubrían la región hace solo 10 mil años.
En este sector, la franja costera posee tramos donde las montañas se alejan algunos kilómetros de la costa, permitiendo en el área llana la formación de lagunas y turberas de musgos del género Sphagnum. Varios ríos vuelcan en el mar los caudales de sus cuencas, destacando en este tramo los ríos Lasifashaj, Cambaceres y Varela.
En la última etapa, se encuentra el área Moat, se cruza el río homónimo y la estancia homónima, para llegar a la punta homónima, en la cual se sitúa el destacamento de Prefectura “Cabo Segundo Jorge Eduardo López” (exMoat), con amplia perspectiva del paso Moat y las islas chilenas Picton y Nueva. El camino proseguirá hacia el este a través de una zona con extensos turbales, por lo que, para evitar amplios rodeos, se ha proyectado que la traza discurra allí sobre terraplenes elevados. Finalmente, el camino desciende hasta la cota 30 m s. n. m. y alcanza, en el kilómetro 132, el Faro Cabo San Pío sobre el cabo homónimo, accidente geográfico el cual tradicionalmente era tenido como el más austral de la isla Grande de Tierra del Fuego, aunque hoy se conoce que el verdadero extremo más austral es la denominada punta Falsa localizada a 4,3 km hacia el este del cabo San Pío y por algunos cientos de metros a mayor latitud. Al final del camino se ha previsto la construcción de una obra escultórica monumental, denominada: “Hito del Fin del Mundo”, acompañada de sanitarios, snack-bar, estacionamientos, miradores, y tienda de recuerdos.
Progresión de localidades y parajes
A continuación se enumeran las localidades por las que esta ruta pasará, todas pertenecientes al departamento Ushuaia.
- Baliza Escarpados (km 0)
- Estancia Túnel (km 2)
- Estancia Río Encajonado
- Estancia Punta Segunda (km 12)
- Punta Segunda (km 14)
- Estancia Remolino (km 24)
- Punta Paraná (km 31)
- Puerto Almanza (km 41)
- Bahía Almirante Brown (km 48)
- Estancia Harberton (km 58)
- Bahía Harberton
- Bahía Cambaceres (km 64)
- Bahía Varela
- Estancia Moat (km 112)
- Estancia Puerto Rancho
- Cabo San Pío (km 132)
- Estancia Bahía Slogget
- Punta Falsa

## Objeciones
Se han levantado algunas voces críticas a la obra, aduciéndose distintas razones, por ejemplo, el desmonte de porciones de bosque clasificados como “de protección”; la posible alteración o destrucción de restos arqueológicos (concheros) de la cultura canoera yámana —algunos datados en 7500 años AP—; la falta de acuerdo con los dueños de las propiedades privadas que se deberán expropiar, etc.